# Sebaj Tóbiás
Tobias (Sebaj Tóbiás) é uma série de animação de stop motion, feita na Hungria.
A série monstra as aventuras de um boneco de massinha amarela, chamado "Tobias".
Foi exibido no Brasil, pela TVE Brasil no final dos anos 90.

## O personagem
Tobias é um boneco de massinha de cor amarela, usa um chapéu bem alto e um camisa com um botão na barriga.

## Episódios
- Sebaj Tóbiás és a robot
- Sebaj Tóbiás és a kismacska
- Sebaj Tóbiás és a huzat
- Sebaj Tóbiás és a botfülű rigó
- Sebaj Tóbiás és a táncoslábú fényképezőgép
- Sebaj Tóbiás a vonathoz siet
- Sebaj Tóbiás és az esernyő
- Sebaj Tóbiás és a cukorka
- Sebaj Tóbiás és a lerázhatatlan bélyeg
- Sebaj Tóbiás és a csodaautó
- Sebaj Tóbiás és a csörgőóra
- Sebaj Tóbiás és a ló